# It's My Life (Cezar)
It's My Life is een single van de Roemeense zanger Cezar. Het was de Roemeense inzending zijn voor het Eurovisiesongfestival 2013 in Malmö, Zweden. Hiermee reikte Cezar tot de finale van deze editie. Hij behaalde de dertiende plaats.